# Ark Royal (1587)
L'Ark Royal va ser un galió anglès, originalment encarregat per Sir Walter Raleigh i posteriorment comprat per la corona per al servei a la marina Tudor. Va ser utilitzada com a vaixell insígnia anglesa en diversos enfrontaments, incloses les batalles que van resultar en la derrota de l'Armada Invencible, i va tenir una llarga carrera de més de 50 anys. La seva fama va fer que diversos vaixells de guerra posteriors de la Royal Navy fossin nomenats Ark Royal en el seu honor, inclosos diversos vaixells insígnia de la flota.

## Construcció i primers anys
L'Ark Royal va ser construït originalment per encàrrec pel constructor naval R. Chapman, de Deptford, per a Sir Walter Raleigh, que en aquell moment tenia aproximadament 32 anys. El vaixell s'havia d'anomenar Ark, que esdevingué Ark Raleigh, seguint la convenció de l'època on el vaixell portava el nom del seu propietari. La Corona, en la persona de la reina Isabel I, va comprar el vaixell a Raleigh el gener de 1587 per la suma de 5.000 lliures esterlines (tot i que això va prendre la forma d'una reducció de la suma que Sir Walter devia a la reina: va rebre els comptes de l'Exchequer, però no diners). El seu nou comandant, Lord Gran Almirall d'Anglaterra Lord Howard d'Effingham, va descriure la suma com a "diners ben gastats". A partir d'ara es coneixeria com Ark Royal. El vaixell tenia dues cobertes artillades, un castell de proa doble, una coberta de mitjana i una coberta de popa a la part posterior. Era un vaixell de guerra eficaç, però tendia a balancejar-se amb força, per a la incomoditat dels soldats embarcats no acostumats al moviment.

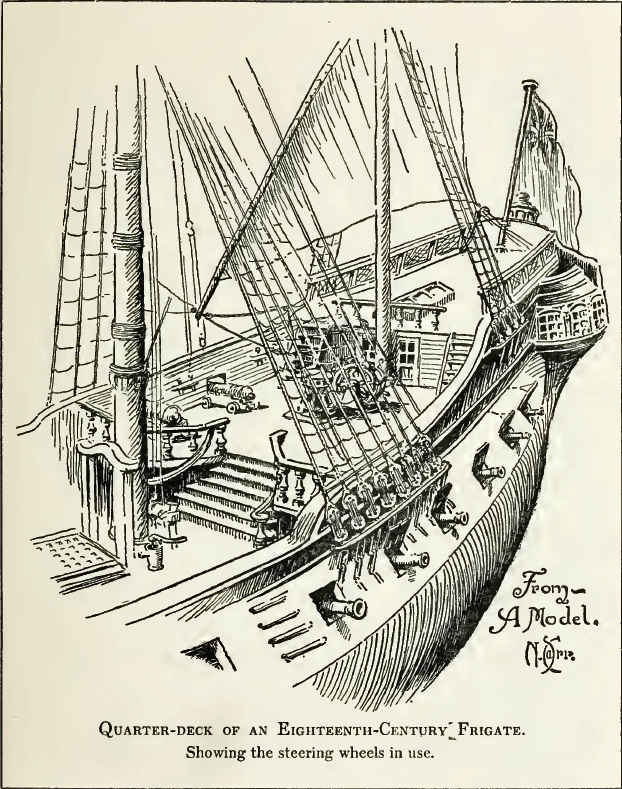
Coberta de mitjana (des de l'arbre mestre cap a popa) i coberta de popa, més alta.

## Carrera

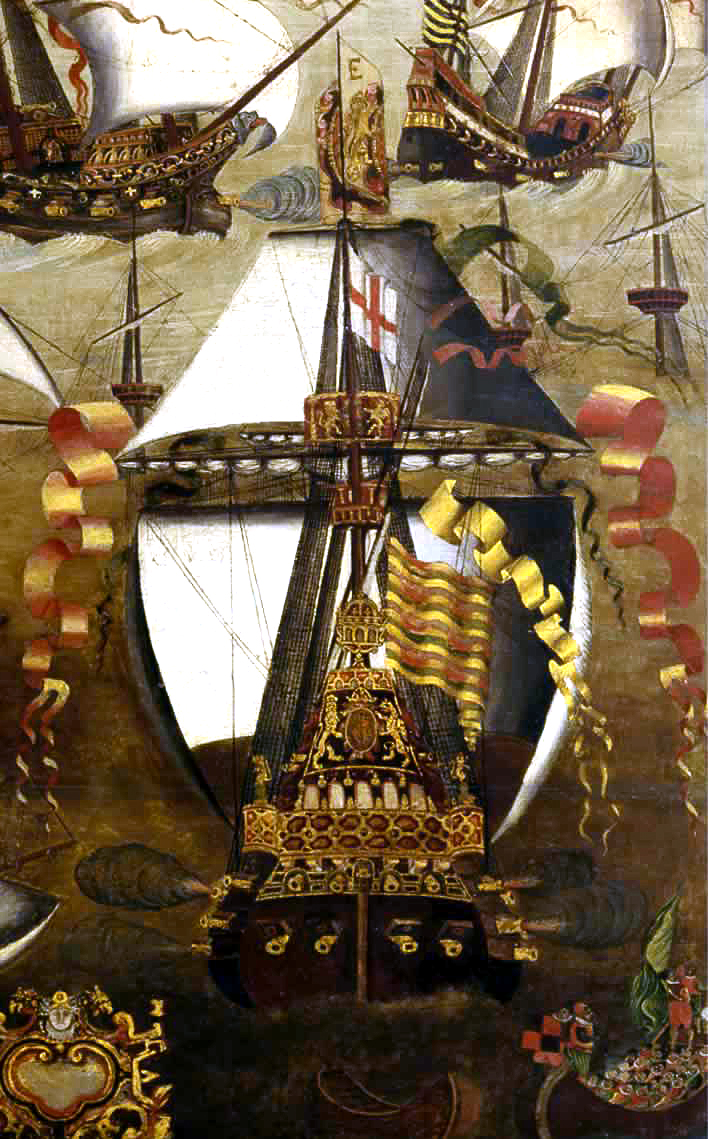
Ark Royal a la batalla de Gravelines

La seva primera acció es va produir el 1588 durant l'atac de l'Armada Invencible, quan l'Ark Royal, com un dels vaixells més grans de la flota anglesa, era el vaixell insígnia del Lord High Admiral Howard. Després de la derrota inicial de l'Armada, Ark Royal va liderar la persecució dels vaixells que fugien cap al mar del Nord i més enllà del Fiord de Forth. També va ser utilitzada com a vaixell insígnia d'Howard durant la incursió de 1596 a Cadis, que va resultar en la destrucció de bona part de la flota espanyola al port. L'Ark Royal va tornar a ser el vaixell insígnia durant 1599, quan va tornar l'amenaça d'una invasió espanyola.
En l'ascens de Jaume VI i I al tron anglès, Ark Royal va ser rebatejat com a Anne Royal, en honor a la seva consort, Anna de Dinamarca. Després va ser reconstruït a Woolwich Dockyard el 1608 per Phineas Pett I com un vaixell reial de 42 canons. Amb el seu nou nom, va ser el vaixell insígnia de Lord Wimbledon en l'atac de 1625 a Cadis que va acabar en un desastre a causa d'una preparació inadequada.

## Pèrdua
Va romandre en servei fins a l'abril de 1636, quan va ser traslladat del riu Medway per a servir com a vaixell insígnia de Sir John Penington. Mentre estava fondejat en aigües poc profundes, va colpejar la seva pròpia àncora amb l'obra viva, enfonsant-se al riu. Va ser reflotat a un cost més gran que el seu preu de compra original, però es va trobar que estava danyat irreparablement i es va desballestar el 1638.